# 桃川镇 (江永县)
桃川镇，是中华人民共和国湖南省永州市江永县下辖的一个乡镇级行政单位。

## 行政区划
桃川镇下辖以下地区：
隆兴街社区、新街社区、书馆社区、第四社区、龙门田村、上圩村、毫下村、宅田村、朱塘铺村、大地坪村、石枧村、三板桥村、开井村、建安亭村、所城村、周宅村、社头村、里川村、太平村、下圩村、周棠村、富隆村、六十工村、锦堂村、朝阳村、上白象村、下白象村、水美村、新宅村、邑口村、小勉塘村、大勉塘村、富美村、大源村和蔬菜队村。